# Wyspa strachu (kanadyjski film)
Wyspa strachu  (Fear Island) – kanadyjski telewizyjny thriller z 2009 roku.

## Treść[1]
Opowieść jest opowiadana z retrospekcji. Jenny, jedyna osoba, która ocalała z masakry na wyspie, gdzie zginęło sześciu młodych ludzi, relacjonuje policji co się wydarzyło. Przesłuchanie nie jest łatwe, gdyż Jenny wydaje się podłamana psychicznie i co jakiś czas traci pamięć.
Bracia Tyler i Kyle organizują imprezę wieńczące wspólną naukę w liceum. Zapraszają grupę przyjaciół na wyspę, gdzie mają domek letniskowy. Po nocy pełnej alkoholu, młodzi ludzie znajdują ciało jednego ze znajomych. Wszystko wskazuje na to, że na wyspie znajduje się psychopatyczny morderca. Wkrótce zaczynają ginąć kolejni.

## Obsada[1]
- Haylie Duff - Jenna (Megan)
- Anne Marie DeLuise - doktor Chalice
- Martin Cummins - detektyw Armory
- Lucy Hale - Megan (Jenna)
- Jessica Harmon - Ashley
- Jim Thorburn - Keith
- Kyle Schmid - Tyler
- Aaron Ashmore - Mark
- Brenna O’Brien - Regina
- Jacob Blair - Kyle